# دین گوردون
دین گوردون (انگلیسی: Dean Gordon؛ زادهٔ ۱۰ فوریهٔ ۱۹۷۳) بازیکن فوتبال اهل بریتانیا است.
از باشگاه‌هایی که در آن بازی کرده‌است می‌توان به باشگاه فوتبال کریستال پالاس، باشگاه فوتبال وورکینگتون ای. اف. سی، باشگاه فوتبال تورکی یونایتد، باشگاه فوتبال بلکپول، باشگاه فوتبال ردینگ، باشگاه فوتبال ویتبای تاون، باشگاه فوتبال کاونتری سیتی، باشگاه فوتبال گریمزبی تاون، باشگاه فوتبال اوکلند سیتی، باشگاه فوتبال وورکساپ تاون، باشگاه فوتبال آپوئل، باشگاه فوتبال میدلزبرو، باشگاه فوتبال کروک تاون، باشگاه فوتبال لوس، باشگاه فوتبال ایلکستون، و باشگاه فوتبال کاردیف سیتی اشاره کرد.
وی همچنین در تیم ملی فوتبال زیر ۲۱ سال انگلستان بازی کرده‌است.